# Saison 1 d'Anger Management
Chronologie
Saison 2
Cet article présente les dix épisodes de la première saison de la série Anger Management.

## Synopsis
Charlie Goodson est un ancien joueur de baseball reconverti en thérapeute qui aide ses patients à lutter contre leur colère. Peu conventionnel et souffrant lui aussi de crises colériques, Charlie doit faire face à sa fille souffrant de troubles obsessionnels, des patients hors-du-commun et sa relation ambiguë avec sa meilleure amie et thérapeute, Kate.

## Acteurs principaux
- Charlie Sheen (V. F. : Olivier Destrez) : Charlie Goodson
- Selma Blair (V. F. : Laura Préjean) : Dr Kate Wales, la thérapeute de Goodson
- Shawnee Smith (V. F. : Véronique Desmadryl) : Jennifer Goodson, l'ex-femme de Charlie
- Daniela Bobadilla (V. F. : Adeline Chetail) : Sam Goodson, la fille de Charlie
- Noureen DeWulf (V. F. : Nathalie Bienaimé) : Lacey, jeune femme riche devant suivre une thérapie
- Michael Arden (V. F. : Stéphane Marais) : Patrick, un membre du groupe de Charlie
- Derek Richardson (V. F. : Jean-François Cros) : Steve Nolan, un patient de Charlie
- Barry Corbin (V. F. : Michel Raimbault) : Ed, un patient de Charlie

### Acteurs récurrents
- Michael Boatman (V. F. : Loïc Houdré) : Michael, voisin de Charlie
- Brett Butler (V. F. : Danièle Servais) : Brett, la gérante du bar que Charlie fréquente
- Stephen Taylor (V. F. : Laurent Morteau) : Wayne, un patient emprisonné de Charlie
- James Black (V. F. : Sidney Kotto) : Cleo / Derek, un membre du groupe de Charlie
- Darius McCrary (V. F. : Jean-Baptiste Anoumon) : Donovan, un patient emprisonné de Charlie
- Aldo Gonzalez (V. F. : Stéphane Roux (en)) : Ernesto, un patient emprisonné de Charlie
- Martin Sheen (V. F. : Marcel Guido) : Martin Goodson, le père de Charlie
- Steve Valentine (V. F. : Fabien Briche) : Dr Lesley Moore, un ennemi de Charlie
- Katlin Mastandrea : Olivia, la meilleure amie de Sam

## Épisodes

### Épisode 1:Charlie retourne chez le psy
- États-Unis : 28 juin 2012 sur FX
- Canada : 12 août 2012 sur CTV
- France : 31 décembre 2013 sur Canal+ Series[1]

- États-Unis : 5,47 millions de téléspectateurs[2] (première diffusion)
- Canada : 2,859 millions de téléspectateurs[3] (première diffusion)

- Mikaela Hoover (Daytona)
- Kerri Kenney (Mel)
- Jeremy Timmins (fan de baseball)

### Épisode 2:Charlie et le chasse-poisse
- États-Unis : 28 juin 2012 sur FX
- Canada : 18 septembre 2012 sur CTV[4]
- France : 31 décembre 2013 sur Canal+ Series[5]

- États-Unis : 5,74 millions de téléspectateurs[2] (première diffusion)
- Canada : 1,718 million de téléspectateurs[6] (première diffusion)

- Kerri Kenney (Mel)
- Mikaela Hoover (Daytona)

### Épisode 3:Veillez, je le veux
- États-Unis : 5 juillet 2012 sur FX
- Canada : 25 septembre 2012 sur CTV
- France : 31 décembre 2013 sur Canal+ Series[7]

- États-Unis : 3,37 millions de téléspectateurs[8] (première diffusion)
- Canada : 1,363 million de téléspectateurs[9] (première diffusion)

### Épisode 4:Guerre des nerfs
- États-Unis : 12 juillet 2012 sur FX
- Canada : 2 octobre 2012 sur CTV
- France : 31 décembre 2013 sur Canal+ Series[10]

- États-Unis : 2,42 millions de téléspectateurs[11] (première diffusion)
- Canada : 1,104 million de téléspectateurs[12] (première diffusion)

- Katlin Mastandrea (Olivia)
- Hannah Zeile (Ruby)

### Épisode 5:Les vertus de la thérapie
- États-Unis : 19 juillet 2012 sur FX
- Canada : 9 octobre 2012 sur CTV
- France : 31 décembre 2013 sur Canal+ Series[13]

- États-Unis : 2,65 millions de téléspectateurs[14] (première diffusion)

- Denise Richards (Lori)
- Jay Johnston (Rodney)

### Épisode 6:Charlie sort avec une patiente de Kate
- États-Unis : 26 juillet 2012 sur FX
- Canada : 16 octobre 2012 sur CTV
- France : 31 décembre 2013 sur Canal+ Series[15]

- États-Unis : 2,41 millions de téléspectateurs[16] (première diffusion)

- Kristen Renton (Allie)
- Michael Swan (Victor)
- Brent Picha (clubbeur)

### Épisode 7:Cleo sort de prison
- États-Unis : 2 août 2012 sur FX
- Canada : 23 octobre 2012 sur CTV
- France : 31 décembre 2013 sur Canal+ Series[17]

- États-Unis : 1,58 million de téléspectateurs[18] (première diffusion)
- Canada : 1,17 million de téléspectateurs[19] (première diffusion)

- Tony Todd (gardien de prison)
- Rigo Obezo (gardien de prison no 2)

### Épisode 8:Charlie grille Nolan
- États-Unis : 9 août 2012 sur FX
- Canada : 30 octobre 2012 sur CTV
- France : 31 décembre 2013 sur Canal+ Series[20]

- États-Unis : 2,1 millions de téléspectateurs[21] (première diffusion)

- Alexandra Ella (Athena)
- Katlin Mastandrea (Olivia)
- Hannah Zeile (Ruby)
- Daniel Issac Alamary (prisonnier)

### Épisode 9:Père, passe et reste
- États-Unis : 16 août 2012 sur FX
- Canada : 6 novembre 2012 sur CTV
- France : 31 décembre 2013 sur Canal+ Series[22]

- États-Unis : 2,05 millions de téléspectateurs[23] (première diffusion)
- Canada : 1,308 million de téléspectateurs[24] (première diffusion)

### Épisode 10:Charlie a un cœur
- États-Unis : 23 août 2012 sur FX
- Canada : 13 novembre 2012 sur CTV
- France : 31 décembre 2013 sur Canal+ Series[25]

- États-Unis : 1,98 million de téléspectateurs[26] (première diffusion)

- Christine Estabrook (Judy)